# Ray DiLauro
Raymond „Ray“ DiLauro (* 13. Juli 1979 in Bensalem, Pennsylvania) ist ein ehemaliger italo-amerikanischer Eishockeyspieler, der im Verlauf seiner aktiven Karriere zwischen 1998 und 2013 unter anderem über 100 Spiele für die Krefeld Pinguine und Füchse Duisburg in der Deutschen Eishockey Liga (DEL) auf der Position des Verteidigers bestritten hat. Darüber hinaus absolvierte DiLauro 62 Partien in der American Hockey League (AHL).

## Karriere
DiLauro begann seine Nachwuchskarriere mit 19 Jahren an der St. Lawrence University, mit der er 2000 und 2001 die Meisterschaft der ECAC Hockey gewann. Während dieser Zeit wurde der Verteidiger im NHL Entry Draft 1999 in der neunten Runde an 246. Position von den Atlanta Thrashers aus der National Hockey League (NHL) ausgewählt. Nach seiner letzten Collegesaison im Spieljahr 2001/02 unterschrieb er einen Probevertrag und absolvierte die letzten Spiele der Saison bei den Reading Royals in der East Coast Hockey League (ECHL). Von dort aus ging es zu den Springfield Falcons in die American Hockey League (AHL).
Über die Stationen Binghamton Senators, Manchester Monarchs, Columbus Cottonmouths, Wheeling Nailers und Wilkes-Barre/Scranton Penguins wechselte DiLauro, der in der Saison 2004/05 zum besten Verteidiger der ECHL gewählt worden war, zu den Cleveland Barons, dem Farmteam der San Jose Sharks aus der NHL. Dort stand er im Spieljahr in 49 Spielen auf dem Eis. Seine Ausbeute von fünf Toren und 24 Punkten war die drittbeste eines Verteidigers im Team der Barons und er absolvierte zudem fünf Partien im Trikot des ECHL-Kooperationspartners Fresno Falcons.
Für die Spielzeit 2006/07 unterschrieb der US-Amerikaner einen Vertrag bei den Krefeld Pinguinen aus der Deutschen Eishockey Liga (DEL). Nach einem Jahr bei den Rheinländern wechselte er innerhalb der Liga zu den Füchsen Duisburg, wo er ebenfalls einen Vertrag über ein Jahr unterzeichnete. Es folgten Engagements bei den EHC Black Wings Linz und dem HC Bozen, ehe DiLauro im September 2010 in die Vereinigten Staaten zurückkehrte. Zur Saison 2010/11 unterschrieb er einen Vertrag bei den Missouri Mavericks aus der Central Hockey League (CHL). Nach einem Jahr wechselte der Abwehrspieler zur Saison 2011/12 zum japanischen Klub Nippon Paper Cranes aus der Asia League Ice Hockey (ALIH). Bereits im Dezember 2011 wurde der Verteidiger von den Trenton Titans aus der ECHL verpflichtet, wo der 34-Jährige seine aktive Karriere nach der Saison 2012/13 beendete.

## Erfolge und Auszeichnungen
| - 1999 ECAC Hockey All-Rookie Team - 2000 Whitelaw-Cup-Gewinn mit der St. Lawrence University - 2001 Whitelaw-Cup-Gewinn mit der St. Lawrence University | - 2005 ECHL Defenseman of the Year - 2005 ECHL First All-Star Team |

## Karrierestatistik
(Legende zur Spielerstatistik: Sp oder GP = absolvierte Spiele; T oder G = erzielte Tore; V oder A = erzielte Assists; Pkt oder Pts = erzielte Scorerpunkte; SM oder PIM = erhaltene Strafminuten; +/− = Plus/Minus-Bilanz; PP = erzielte Überzahltore; SH = erzielte Unterzahltore; GW = erzielte Siegtore; 1 Play-downs/Relegation; Kursiv: Statistik nicht vollständig)